# OPAP
OPAP (griechisch Οργανισμός Προγνωστικών Αγώνων Ποδοσφαίρου Α.Ε., kurz ΟΠΑΠ Α.Ε.) (deutsch: Organisation für Prognosen von Fußballspielen) ist der ehemals staatliche Lotto- und Sportwettenanbieter Griechenlands. Das Unternehmen wurde 1958 gegründet, 2008 hielt der Staat 34,4 % der Anteile und ab dem Juli 2013 33,329 %. Das Unternehmen ist im Athex Composite Share Price Index an der Athener Börse gelistet.
Die vom griechischen Staat gehaltenen ca. 33 Prozent an OPAP-Aktien wurden am 11. Oktober 2013 für insgesamt 712 Millionen Euro an das tschechisch-griechische Konsortium Emma Delta Ltd veräußert. 60 Millionen Euro waren schon vorab geleistet, 622 Millionen wurden beim Vertragsabschluss fällig und die restlichen 30 Millionen sollen in zehn Jahresraten in Höhe von je 3 Millionen Euro abbezahlt werden. Anteilhaber von Emma Delta (mit jeweiliger Beteiligung) waren Geonama (157 Mio.), MEF Holdings (145 Mio.), Vital Peak (145 Mio.), Roubindiam (145 Mio.), Helixsor (31 Mio.) und Helvasor (26 Mio.). Seit 2015 ist KKCG mit 44,7 Prozent größter Anteilshaber bei Emma Delta und damit indirekt mit 14,8 Prozent bei OPAP beteiligt. Die stimmberechtigten Aktien liegen zu 66,7 Prozent beim tschechischen Unternehmer Jiri Smejc und zu 33,3 Prozent beim griechischen Reeder Dimitris Melissanidis. Der Name Emma Delta leitet sich zum einen von Smejc’s teilnehmender AG Emerging Markets und zum anderen vom griechischen Buchstaben Delta, dem Anfangsbuchstaben des Vornamens Dimitrios der zwei griechischen Anteilhaber Melissanidis und Kopelouzos.
OPAP hielt bis 2020 das Monopol auf Sportwetten und hält bis 2030 das Lotterie-Monopol in Griechenland inne.